# 一六本舗
株式会社一六（いちろく）は、愛媛県松山市に本社を置く日本の製菓業者。

## 概要
1883年（明治16年）創業で、創業年の「16」が社名の由来。松山市の代表的な老舗企業である。
タルトのほか、醤油餅等の郷土菓子やケーキなど、和洋菓子全般を幅広く製造販売している。
特にタルトは、いよてつ髙島屋をはじめとした県内主要百貨店・スーパー（とりわけITM系列であるセブンスターには全店舗に一六の店舗が併設されている。）、JR松山駅（四国キヨスク）など県内駅売店、松山空港売店、高速道路のサービスエリア（石鎚山サービスエリア他県内および周辺他県多数のサービスエリアやパーキングエリア売店）、土産物店、道後温泉など松山近郊のホテルや旅館等の土産物販売コーナーなど、取扱店舗は多く、容易に購入できる。
直営売店も多数展開しており、本店は大街道商店街と勝山町にある。道後温泉本館前店を含め、道後温泉商店街には2店舗を構える。同じくタルトを主力製品とするハタダが一六本舗よりも先がけて積極的な県外展開を行ったのとは対照的に、「一六本舗」を名乗る小売売店は、松山地区を中心に展開し、東予地区や南予地区への進出は遅れていたが、近年店舗数を増やしている。また、ハタダとは対照的に愛媛県外では、香川県に数店舗を構えるのみである。直営売店では、独自のポイントカードサービスを展開している。

## 主力商品

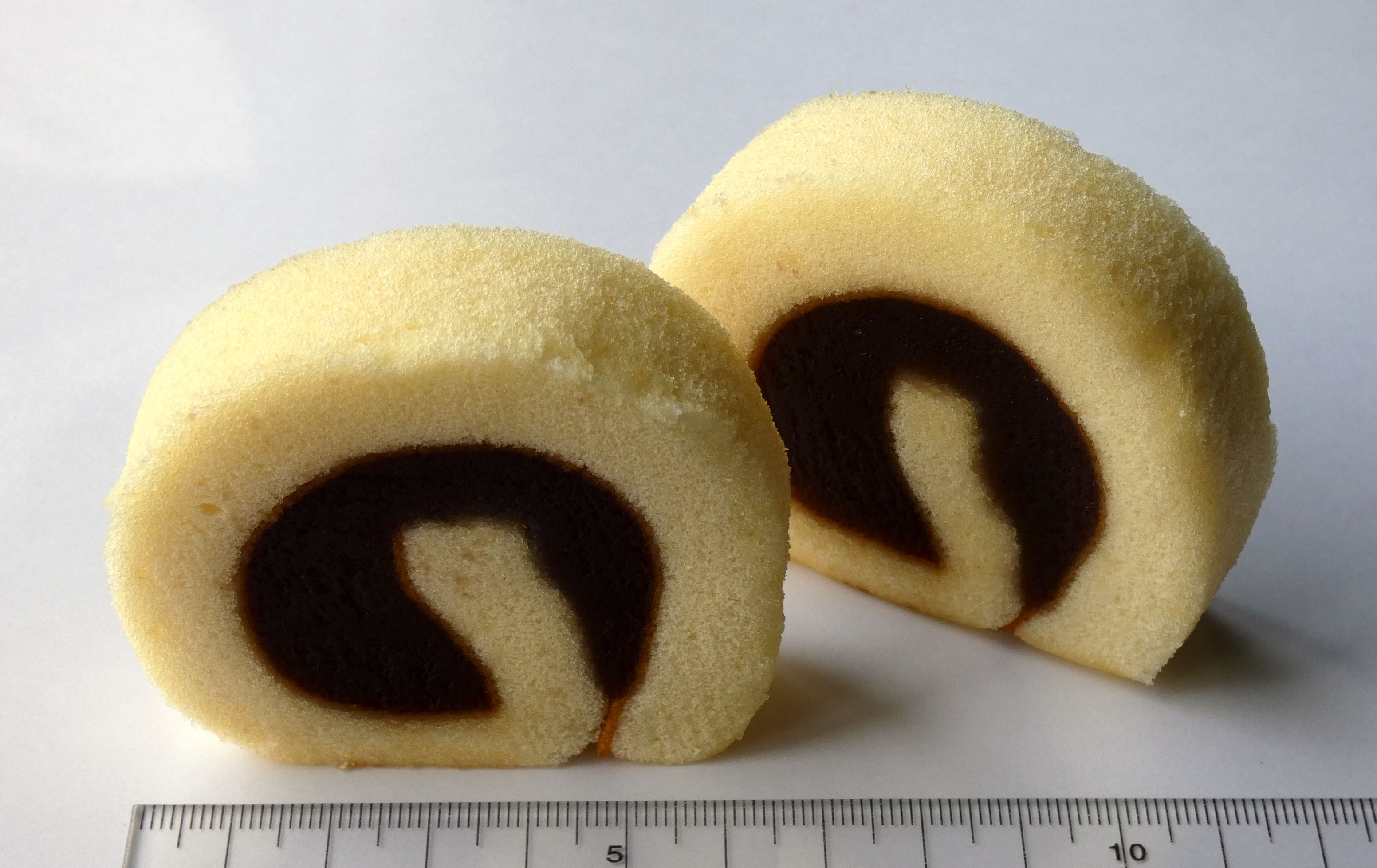
一六タルト

- タルト
- カステラ
- 醤油餅

## 歴史
- 1883年 - 玉置貞次郎、ムラ夫妻（玉置泰社長の曽祖父母）が松山市大街道の地（現在の一六本舗大街道本店所在地）に一六本舗を創業
- 1951年5月 - 玉置一郎個人経営より有限会社一六を設立
- 1964年11月 - 本社社屋ならびに工場を大街道から現在のセブンスター石井店の敷地に新築移転
- 1968年10月 - タルトのスライス開始と自動トンネル釜ならびに自動包装機を設置
- 1968年11月 - トヨタオート愛媛（現：ネッツトヨタ愛媛）を設立し、自動車販売業に進出。
- 1972年
  - 2月 - 本社新社屋ならびに工場を松山市東石井1丁目2-20に新築移転
  - 11月 - 本社移転跡地にセブンスターボウル（現在は閉店）を開店し、ボーリング場事業に進出[1]。
  - 12月 - 北斗石井店を開店し、レストラン事業に進出[1]。
- 1975年8月 - 有限会社一六を株式会社一六に改組
- 1976年
  - 5月 - セブンスター石井店を開店し、スーパーマーケット事業に進出[2]。
  - 6月 - カステラの自動トンネル釜を設置。
- 1981年
  - 3月 - タルト餡の定量化と餡塗り作業の省略化を図るため、独自の機械を新規に開発、導入
  - 10月 - ペイストリー、パイ等の多層産地の生産性向上のため、MMラインを導入
- 1984年8月 - 十六番館を一六本舗のシンボル店として開店
- 1986年11月 - 株式会社セブンスターを設立し、スーパーマーケット事業を別会社化[3]。
- 1989年3月 - 株式会社一六を分社化し、株式会社一六本舗（菓子販売）及び株式会社一六（菓子製造）を設立。
- 1994年11月 - 卸センター、外商センター、資材倉庫を本社工場の正面に（新築）移転。
- 1995年7月 - 一六本舗勝山本店を（新築）開店。同時に一六本舗本店を大街道本店と改称。
- 1996年2月 - 株式会社一六（菓子製造）より菓子製造部門を移し、菓子の製造・販売部門を一体化した、新制株式会社一六本舗がスタート。株式会社一六（菓子製造）は、株式会社アイティエムに改称。
- 2006年3月 - 十六番館一六本舗を大幅改装。
- 2008年6月 - 道後温泉本館前に、一六本舗道後本館前店を（新築）開店。2階にはカフェ「一六茶寮」を併設。
- 2009年7月 - 十六番館2階に茶寮十六番館を開店（旧カフェマドレーヌ）2011年3月には、初の営業所となる高松営業所を併設。
- 2012年6月 - 一六本舗本社工場ならびに流通センターを松山市東方町に新築移転、稼働開始。
- 2020年4月 - 株式会社一六本舗を合併。

## CM
南海放送ラジオのほか、愛媛県内の民放テレビでCMが放映されている。
「タルト」のCMには、株式会社一六本舗玉置泰社長と映画制作のパートナーとなった伊丹十三（愛媛県で高校時代を過ごす）が「もんたかや」と伊予弁で出演している。
また、同社のクリスマスケーキのCMソングである『踊れサンタクロース』は愛媛県の冬の風物詩といっても過言ではなく、愛媛県内のテレビ局で何度か特集が組まれたこともある。

### 提供番組
- ITMグループ提供番組
  - 1616カフェ（南海放送ラジオ）
  - ITM ALBUM COLLECTION HALF&HALF（FM愛媛）

## 関連企業

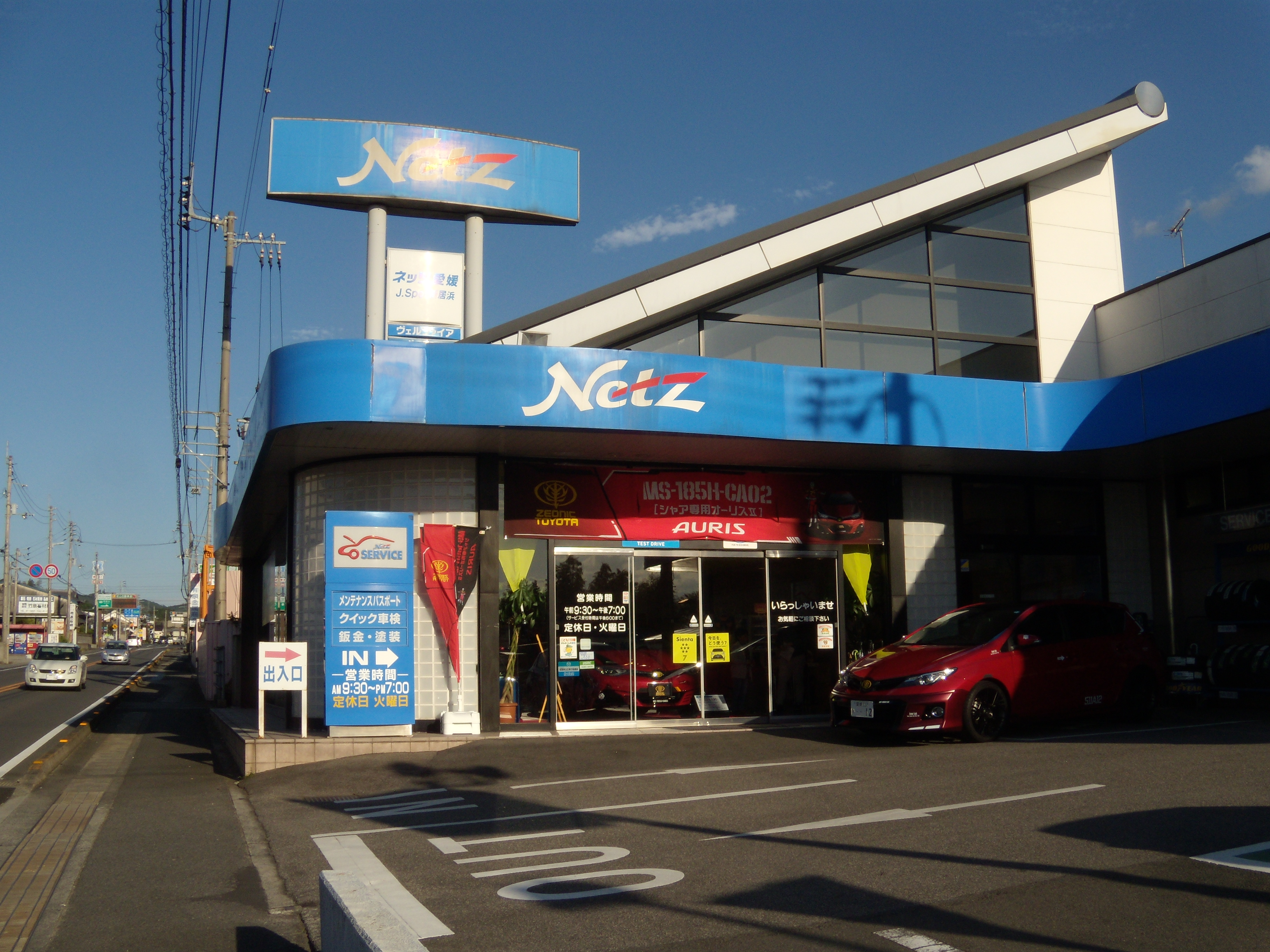
ネッツ愛媛・J Spot新居浜
(2019年までの旧店舗にして2022年現在はフォルクスワーゲン新居浜インター)

ITM（ICHIROKU TOTAL MIXTURE）グループ
- 一六 - レストラン北斗の経営やフレッシュネスバーガーのフランチャイズを手がけている。
- セブンスター（スーパーマーケット）
- ネッツトヨタ愛媛（カーディーラー） - ネッツトヨタ（旧トヨタオート）及びレクサス、フォルクスワーゲン、アウディを取り扱う。
- 伊丹十三記念館